# Simianus incisus
Simianus incisus is een keversoort uit de familie Callirhipidae. De wetenschappelijke naam van de soort werd in 1924 als Simianellus incisus gepubliceerd door Fritz Isidore van Emden.